# Roman Gancarz
Roman Andrzej Gancarz (ur. 1949 zm. 2025) – polski chemik. Absolwent z 1971 Politechniki Wrocławskiej. Od 2008 profesor na Wydziale Chemicznym Politechniki Wrocławskiej.